# خط عرض 54° جنوب
خط عرض 54° جنوب هي إحدى دوائر العرض الجغرافية، وهي دوائر وهمية تحيط بالكرة الأرضية، وموازية لخط الاستواء، وتتميز هذه الدائرة بأن الأراضي الواقعة عليها تنتمي للمنطقة المعتدلة الباردة.

## حول العالم
خط عرض 54° جنوب يبدأ من خط الزوال الأولي ويتجه شرقا ويمر عبر:
| الإحداثيات                          | البلد أو الإقليم أو البحر              | ملاحظات                                                                         |
| ----------------------------------- | -------------------------------------- | ------------------------------------------------------------------------------- |
| 54°0′S 0°0′E / 54.000°S 0.000°E     | المحيط الأطلسي                         |                                                                                 |
| 54°0′S 20°0′E / 54.000°S 20.000°E   | المحيط الهندي                          |                                                                                 |
| 54°0′S 147°0′E / 54.000°S 147.000°E | المحيط الهادئ                          |                                                                                 |
| 54°0′S 73°9′W / 54.000°S 73.150°W   | تشيلي                                  | سانتا أينيس، Clarence Island وAracena Island                                    |
| 54°0′S 71°16′W / 54.000°S 71.267°W  | مضيق ماجلان                            |                                                                                 |
| 54°0′S 70°52′W / 54.000°S 70.867°W  | تشيلي                                  | Dawson Island                                                                   |
| 54°0′S 70°20′W / 54.000°S 70.333°W  | Canal Whiteside                        |                                                                                 |
| 54°0′S 70°5′W / 54.000°S 70.083°W   | تشيلي                                  | الجزيرة الكبرى لأرض النار                                                       |
| 54°0′S 68°37′W / 54.000°S 68.617°W  | الأرجنتين                              | الجزيرة الكبرى لأرض النار                                                       |
| 54°0′S 67°24′W / 54.000°S 67.400°W  | المحيط الأطلسي                         |                                                                                 |
| 54°0′S 38°12′W / 54.000°S 38.200°W  | جورجيا الجنوبية وجزر ساندويتش الجنوبية | Willis Islands، جزيرة الطيور (المملكة المتحدة) وSouth Georgia (تملكه الأرجنتين) |
| 54°0′S 37°23′W / 54.000°S 37.383°W  | المحيط الأطلسي                         |                                                                                 |